# Margaret Bradshaw
Margaret Bradshaw es una  geóloga neozelandesa nacida en Gran Bretaña y miembro del personal jubilado de la Universidad de Canterbury. En la investigación antártica se la considera una mujer de moda e influyente modelo femenino.

## Primeros años y educación
Bradshaw pasó su infancia y primeros años de juventud  en Nottingham, Inglaterra y se mudó a Christchurch, Nueva Zelanda, en 1966. Bradshaw comenzó su trabajo allí en paleontología de invertebrados devónicos, incorporando gradualmente la Antártida en su investigación.

## Carrera e impacto
Bradshaw centró su investigación en la estructura y la estratigrafía de las rocas devónicas en Nueva Zelanda y la Antártida. Específicamente, trabajó en el desarrollo y la relación de los terrenos del Paleozoico en Nueva Zelanda, así como en la paleobiogeografía de bivalvos devónicos y la Paleontología y la importancia ambiental de los rastros fósiles del Paleozoico en Nueva Zelanda, la Antártida y Australia. Bradshaw fue curadora en el Museo de Canterbury y sus primeros viajes a la Antártida fueron para recolectar fósiles y rocas para la exhibición antártica.
Bradshaw fue el conservadora de Geología en el Museo de Canterbury durante 17 años. Su primer viaje a la Antártida fue de 1975 a 1976 para recolectar especímenes para el Salón Antártico del museo. Bradshaw fue la primera mujer en liderar una expedición de campo en la Antártida profunda en su temporada de campo de 1979 a 1980 a la remota Ohio Range y fue la primera en descubrir nuevos fósiles de peces en las exploraciones de las Montañas Cook en su temporada de campo de 1988 a 1989.
Bradshaw fue presidente de la Sociedad Antártica de Nueva Zelanda durante 10 años hasta 2003. Es miembro de la Asociación de Paleontólogos Australianos.

## Premios y distinciones
Bradshaw es la segunda mujer en ganar la  Medalla polar de la Reina y la primera mujer de Nueva Zelanda en obtener esta medalla en 1993. Recibió la Medalla de Ciencia y Tecnología de la Royal Society of New Zealand en 1994. Bradshaw es un Miembro de Vida Antártica de Nueva Zelanda, nominada en 2006.
El Pico Bradshaw, situado en el lado suroeste del glaciar McLay en la Antártida, lleva su nombre en su honor.